# Виды филателистических коллекций

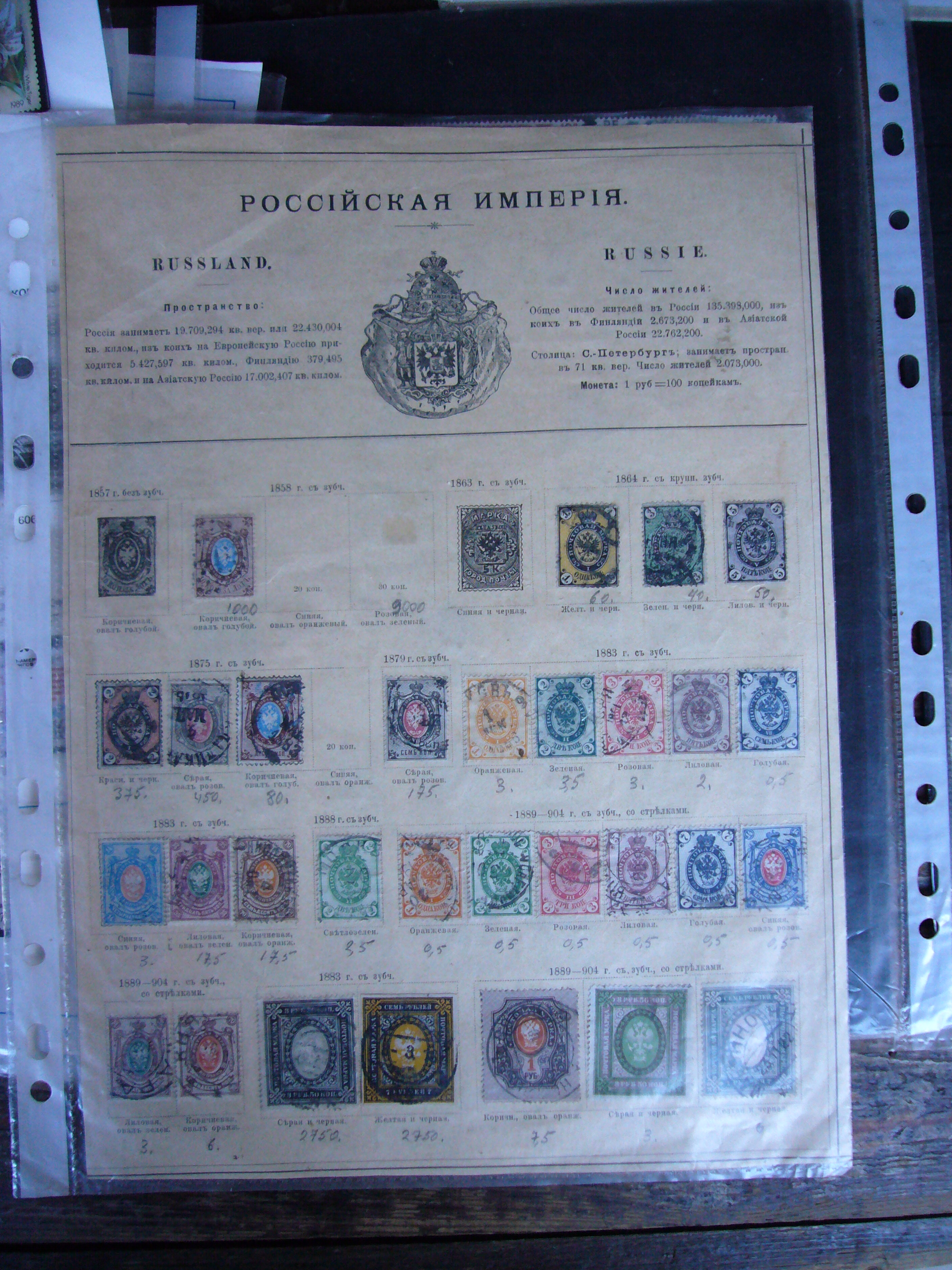
Лист генеральной коллекции почтовых марок Российской империи

Ви́ды филателисти́ческих колле́кций — подразделы коллекционирования знаков почтовой оплаты, определяемые поставленной целью и собираемым филателистическим материалом. Филателистические коллекции помещают в альбомы и кляссеры и экспонируют на филателистических выставках.

## Классификация
Филателистические коллекции классифицируются по двум основным направлениям коллекционирования и систематизации: традиционное (классическое, хронологическое) и тематическое (сюжетное) коллекционирование. Согласно этой классификации, коллекции могут формироваться по нескольким более частным направлениям и соответственно бывают следующих видов:
- Хронологическая коллекция.
- Генеральная коллекция.
- Документальная коллекция.
- Исследовательская коллекция.
- Мотивная коллекция.
- Коллекция по истории почты.
- Коллекция авиапочты.
- Коллекция почтовых гашений.
- Специализированная коллекция.
- Тематическая коллекция.

В филателистической среде традиционное и тематическое направления коллекционирования принято не противопоставлять, а взаимно дополнять.

## Хронологическая коллекция
Почтовые марки и другие филателистические материалы располагаются в такой коллекции в порядке их выпуска в обращение. В хронологическом порядке выпуска марок всех стран мира собирали свои коллекции филателисты XIX века.

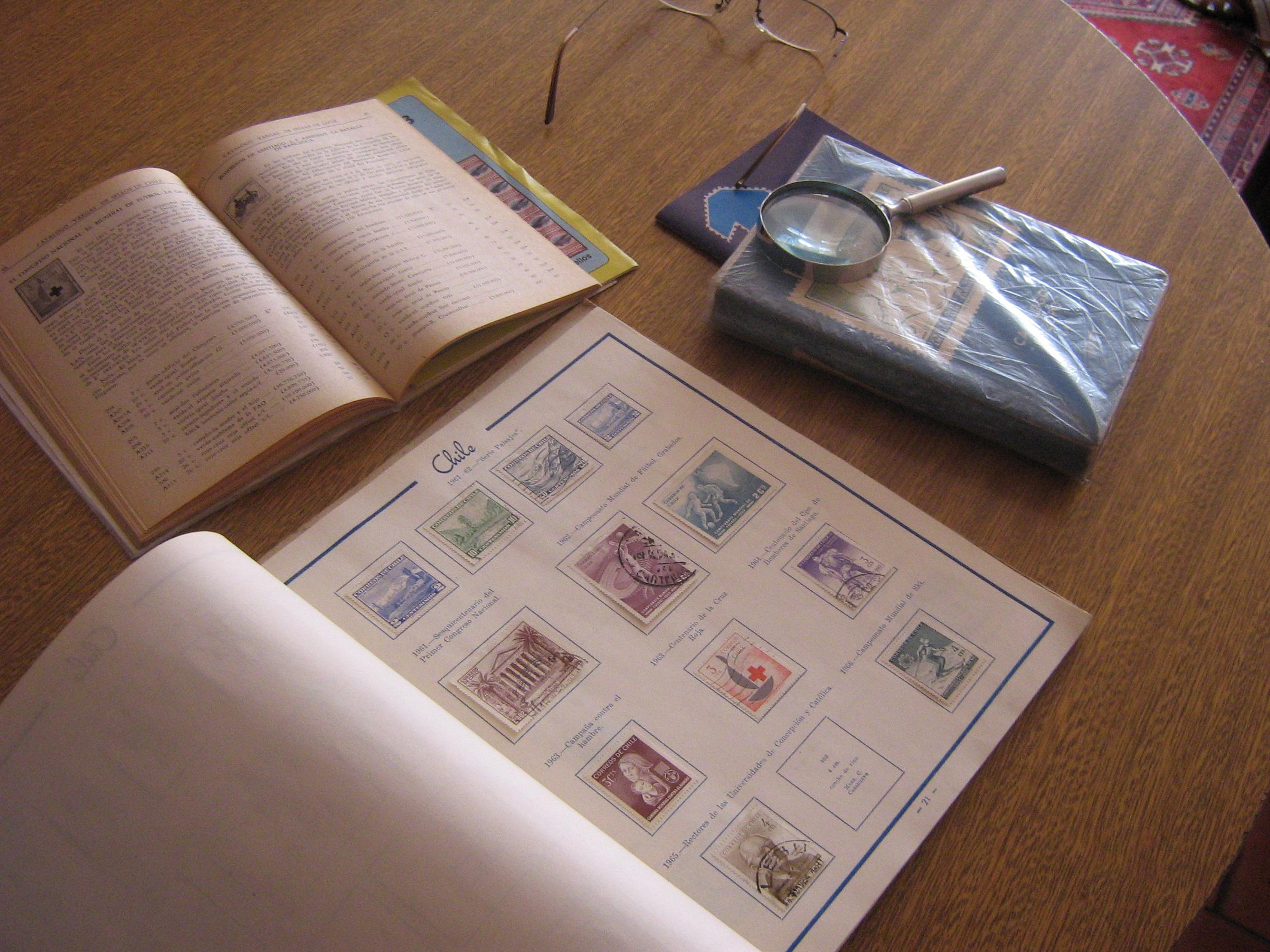
Альбом для генеральной коллекции почтовых марок Чили

## Генеральная коллекция
Строится по хронологическому принципу и включает почтовые издания конкретной страны, группы стран или всего мира. В такой коллекции представлены основные выпуски почтовых марок, цельных вещей по какому-либо каталогу; разновидности, как правило, отсутствуют. Генеральная коллекция — наиболее распространённый вид филателистических коллекций, начальная форма некоторых специализированных коллекций.
Исторически такие коллекции стали возникать при постепенном нарастании количества и разнообразия марок и других знаков почтовой оплаты. При этом становилось всё более нереальным собрать все издаваемые в мире почтовые знаки. В поисках новых путей коллекционирования филателисты стали отказываться от традиционной филателии и переходить к генеральным коллекциям групп стран или отдельной страны.

## Документальная коллекция
Со временем отдельные филателисты стали расширять и детализировать генеральные коллекции отдельных стран. Так возникли специализированные и исследовательские коллекции, коллекции специальных объектов (цельных вещей, почтовых гашений, отправлений авиапочты, цеппелинной, полевой, морской почты и т. д.).
Одним из таких видов филателистической коллекции является документальная коллекция, построенная по определённому принципу и включающая различные почтовые материалы документальной филателии. На многих филателистических выставках к документальным коллекциям относятся также мотивные и целевые коллекции, коллекции по истории почты.

## Исследовательская коллекция
Является видом филателистической коллекции, в которой на основе почтовых изданий рассматриваются некоторые специальные вопросы, представляющие интерес для коллекционера, но не получившие необходимого отражения в филателистических каталогах и литературе. Например, анализируются особенности полиграфического изготовления определённых марок (изучение марок по отдельным заводам, тиражу, выпускам, отличиям в марочном листе) или почтового обращения определённых выпусков по месту и времени их использования (изучение оттисков почтовых штемпелей, отправлений с марками этого выпуска и т. д.). Исследовательский коллекции самого различного характера в последнее время получают всё более широкое распространение. На филателистических выставках фрагменты таких коллекций обычно получают высокую оценку.

## Мотивная коллекция
Строится по хронологическому принципу и включает почтовые издания одной страны, группы стран или всего мира, отражающие определённый мотив, например, ордена, гербы, «марка на марке», шахматы, паровозы, сказки и т. д. Выбранный мотив может содержаться в рисунке, тексте надписей, в поводе для выпуска или в других элементах издания. Иногда к мотивным коллекциям относят и некоторые целевые коллекции. Мотивная коллекция — начальная форма многих тематических коллекций.

## Коллекция по истории почты
Представляет собой один из видов документальной коллекции, раскрывающей с помощью различных почтовых (письма, в том числе и домарочные, открытки, секретки, бандероли, сопроводительные документы к переводам и посылкам, прошедшие почту) и непочтовых (схемы маршрутов, приказы и распоряжения об открытии или закрытии учреждений связи) документов историю развития почты в данной местности («Почта Москвы»), различных способов её доставки («Железнодорожная почта Прибалтики», «Пароходная почта севера России») или организации её всевозможными ведомствами («Полевая почта Первой мировой войны»). На филателистических выставках коллекции по истории почты демонстрируются в специальном классе. Некоторые из них также относятся к специализированным коллекциям.

## Коллекция авиапочты
Включает различные почтовые документы: знаки почтовой оплаты, штемпеля, почтовые отправления и другие материалы, связанные с организацией авиапочтовых перевозок; могут включаться материалы одной страны или группы стран, почтовые отправления, доставленные на воздушных судах определённого вида (самолётах, дирижаблях, вертолётах, планерах, воздушных шарах и прочем) или принадлежащих определённым авиакомпаниям, а также по выбранным авиапочтовым маршрутам, в том числе первыми (последними) полётами, спецрейсами. Коллекции авиапочты относятся к специальной области филателистического коллекционирования — аэрофилателии.

## Коллекция почтовых гашений
Является специальным видом филателистических коллекций, основными объектами которых являются оттиски почтовых штемпелей на почтовых отправлениях, вырезках из оболочек этих отправлений, на отдельных знаках почтовой оплаты, применявшихся в одной стране, группе стран или во всём мире. Сюда же относятся оттиски штемпелей спецгашений и гашений первого дня. В зависимости от принципа построения и отбираемого материала различают генеральные, документальные, мотивные, а также коллекции почтовых гашений авиапочты, автомобильной почты и др. Часто коллекции почтовых гашений относятся к специализированным коллекциям.

## Специализированная коллекция
Специализированная коллекция — вид филателистической коллекции, построенной по особым принципам и охватывающей относительно небольшую часть какой-либо области филателистического коллекционирования с ограниченным числом почтовых изданий (например, отдельные выпуски знаков почтовой оплаты, короткие периоды почтового обращения и др.). В такой коллекции соответствующий филателистический материал должен быть представлен с максимальной полнотой. Сюда включаются пробы, проекты, образцы, основные выпуски, всевозможные разновидности, частичные и полные фальсификаты, полиграфический брак и другие аналогичные материалы. Должны быть представлены обычные и особые случаи почтового применения исследуемых изданий. Специализированная коллекция часто является начальной формой многих исследовательских коллекций.

## Учебная коллекция
Учебная коллекция — вид филателистической коллекции, разъясняющей какие-либо филателистические понятия. К примеру, коллекция на тему: «Различные способы производства марок».

## Тематическая коллекция
Включает всевозможный филателистический материал и раскрывает с помощью этого материала определённую тему (например, «Лениниану»). Коллекция строится по разработанному тематическому плану, объём разделов и подразделов должен соответствовать их значимости, а выбранный материал иметь непосредственное отношение к теме. Особое значение имеет оригинальность раскрытия темы через использование рисунков и текстов марок. Автор должен показать глубокие общие и филателистические знания.

### Тематический план
Представляет собой обязательную составную часть тематической коллекции (экспоната), служит введением в коллекцию, располагается на отдельном (вводном) листе, следующем после титульного, не должен превышать одного выставочного листа. Тематический план должен быть логически чётким, стройным и последовательным, отражать содержание и членение экспоната. Для тематических экспонатов, отправляемых на международную выставку, тематический план рекомендуется написать на языке страны, где она проводится, или на французском.